# Concerto brandeburghese n. 5
Il quinto concerto brandeburghese (BWV 1050) di Johann Sebastian Bach è forse storicamente il più famoso della raccolta. Anche per questa composizione, Bach adotta la struttura concertante del gruppo di strumenti solisti opposto all'orchestra. Fra i primi, risulta determinante il clavicembalo, a cui nel primo movimento è affidata una lunghissima cadenza virtuosistica, di forma tale da trasformare il clavicembalo in un vero e proprio strumento solista. È questa la sola cadenza vera e di grande rilevanza presente in tutta la produzione concertistica della prima metà del Settecento.
Su questo famoso intermezzo il musicologo Alberto Basso ha scritto:
La struttura del primo movimento è dunque fortemente segnata dall'intermezzo clavicembalistico, alternato al gioco dialettico di flauto traverso e violino. 
Il secondo movimento porta l'indicazione di Affettuoso, cosa assai rara in quell'epoca, ed appena inaugurata da Telemann nell'ottica di quel nuovo stile "galante" che si sarebbe poi diffuso negli anni '70. La pagina è caratterizzata da un fitto dialogo tra flauto e violino, accompagnati dal clavicembalo, nel silenzio dell'orchestra. Il finale, Allegro, presenta uno stile ad imitazione, all'interno del quale il clavicembalo continua il suo gioco di strumento concertante.